# Ed, Edd n' Eddy's Jingle Jingle Jangle
Ed, Edd n' Eddy's Jingle Jingle Jangle (Ed, Edd y Eddy: Una Blanca Eddy-Navidad en Hispanoamérica) es un especial de Navidad de la serie Ed, Edd y Eddy. El episodio trata sobre que Eddy no recibe lo que quiere para Navidad, y decide ponerse en adopción para recibir los regalos de otras personas.

## Sinopsis
El episodio inicia con los padres de Eddy saliendo de la casa, lo cual Eddy aprovecha para buscar sus regalos. Los encuentra, pero descubre que solo iban a regalarle ropa. Mientras tanto, el golpea una linterna que llevaba, haciendo que su luz se refleje en un espejo, rebotando haciendo una brillante estrella en el cielo (como la Estrella de Belén). Desde su casa, las Crueles lo ven y deciden seguirlo para ver qué es (al igual que los Reyes Magos cuando fueron a darle regalos a Jesús). 
La acción se muda a la casa de Ed, donde este está completamente ansioso de que llegue Santa Claus. Doble D va a visitarlo, y le habla sobre el verdadero significado de la Navidad. Luego llega Eddy. Doble D se entristece mucho al descubrir que Eddy abrió sus regalos. Doble D le recomienda que "adopte otra aptitud". Entonces a Eddy se le ocurre una idea: se pondrá en adopción para recibir los regalos de otra persona. Doble D trata de detenerlo, pero no lo logra.
Eddy va primero a casa de Johnny y Tablón, donde ve que su familia, como parte de una tradición, deja que "entre el invierno a la casa", congelándola por dentro. Cuando Eddy se dispone a abrir los regalos, ellos descubren sus intenciones y lo expulsan de la casa. Luego Eddy va a casa de Rolf, donde descubre que el celebra una fiesta muy diferente a la Navidad, con carne y mucha comida. Eddy se va de ahí cuando descubre que en esa fiesta, no dan regalos.
Eddy va casa de Nazz, donde hay muchísimos regalos, pero Nazz lo expulsa de ahí después de que Eddy les escupiera ponche de huevo encima. Mientras, las Crueles continúan siguiendo la estrella, y en el camino encuentran un sandwich podrido, unas salchichas, unas monedas y un abrigo. 
Eddy encuentra un regalo en la calle, pero el regalo se empieza a alejar y Eddy lo persigue. Pero al final todo era parte del plan de Doble D y Ed para hacerle entender a Eddy el verdadero significado de la Navidad, con Doble D disfrazado de angel y Ed disfrazado de José, el pastor padre de Jesús. Sin embargo fracasan.
Eddy va casa de Jimmy. Allí, Jimmy se dispone a mostrarle a Eddy lo que hace en Navidad. Entre ellas, hay una aldea de jengibre hecha por
Jimmy, la cual Eddy se come, para luego ser expulsado por Jimmy y Sarah. Eddy va por último a casa de Kevin, pero Kevin logra echarlo rápidamente. Entonces Eddy se resigna a vivir una horrible Navidad. Entonces se acerca a un árbol de Navidad, donde un foco de luz se apaga. Entonces Eddy encuentra en su bolsillo un foco y remplaza el que ya se gastó. De repente, el árbol brilla más que nunca.
Todos los niños del vecindario (incluyendo a Doble D y Ed) se reúnen para contemplar el brillo del árbol, y Doble D le muestra a Eddy que logró hacer al menos una sola buena acción en esta época del año, y ahora Eddy entiende el verdadero significado de la Navidad. De repente, un enorme saco lleno de regalos para todos cae sobre Eddy del cielo lanzado por Santa. Sin embargo, Eddy decide robarlo y huye con él, para la ira de todos. 
Doble D y Ed lo alcanzan y Ed trata de arrebatarle los regalos, diciéndole que son de Santa. El pujeo por los regalos toma lugar en el cobertizo de Rolf, pero cae de nuevo en las manos de los otros niños. Las Crueles entran en el cobertizo, replicando la imagen del nacimiento de Jesus, con Eddy como el Bebe Jesus, Doble D como un ángel, Ed como Jose de Nazaret y las Crueles como los Tres Reyes Magos.
Las Crueles les dan los objetos que encontraron siguiendo la luz como regalos, y ahora exigen los suyos por parte de los Eds (que son, por supuesto besos y arrumacos). Eddy trata de escapar, pero es demasiado tarde para el y sus amigos, metidos en otra desafortunada experiencia con las Crueles, atrapados en el cobertizo con ellas, y el especial termina con el resto de los niños cantando coros navideños al unísono (excepto Rolf, quien esta un poco confundido con las líricas), deseándoles a todos una feliz Navidad.
- Datos: Q5817497